# 動力煤
動力煤指作為動力原料的煤炭，包括以發電、機車推進、鍋爐燃燒等為目的而使用的煤炭，主要有褐煤、長焰煤、不粘結煤、貧煤、氣煤等。